# 작별 (민요)
작별(作別, 스코트어: Auld Lang Syne, 올드 랭 사인)은 스코틀랜드의 가곡이자 작자가 확실한 신 민요이다. 스코틀랜드의 시인인 로버트 번스가 1788년에 어떤 노인이 부르던 노래를 기록하여 그것을 가지고 지은 시를 가사로 하여 윌리엄 쉴드(William Shield)가 작곡한 곡이며 영미권에서는 묵은 해를 보내고 새해를 맞으면서 부르는 축가로 쓰인다. 올드 랭 사인은 스코트어로 '오랜 옛날부터(영어: old long since)'라는 뜻이다. 영화 '애수(원제:Waterloo Bridge→워털루 다리)'의 주제곡으로 쓰였다.
석별의 정이라고도 한다.

## 스코틀랜드
스카이의 뱃노래, 로크 로몬드와 함께 가장 널리 불리는 스코틀랜드 신민요 겸 가곡이다. 국가로 채택하자는 의견도 있지만, 다른 비공식 국가(스코틀랜드의 꽃, 용감한 스코틀랜드, 스코츠 워 헤이 등등) 와는 달리 민족 감정을 자극하는 내용이 전혀 없기 때문에 그다지 지지를 받지는 못하고 있다.

## 대한민국
외세의 침략으로 나라가 위기에 처해 있던 1907년 즈음, 조국애와 충성심 그리고 자주의식을 북돋우기 위해 대한민국 애국가의 노랫말이 완성되었고 그 직후 올드 랭 사인의 곡조를 붙여 민중들에게 널리 불렸다. 1919년 3월 1일, 3·1 운동때의 한반도의 민중들도 올드 랭 사인의 멜로디를 라디오로 들으며 애국가를 부른 것이다. 안익태가 후에 애국가에 외국의 이별노래 곡조에 부르는 것을 안타깝게 여겨 1935년 현재의 애국가 곡을 작곡하였고, 1948년 대통령령에 따라 안익태가 작곡한 한국환상곡이 애국가의 멜로디로 정해지기 전까지는 '올드 랭 사인'이 애국가의 멜로디로 사용되었다. 1953년에, 영화 '애수'가 상영되면서 이 노래가 다시 소개되었고, 시인 강소천이 한국어 번역가사를 붙였다. 이후 졸업식에서 환송곡으로 많이 불리곤 했다.
2000년대에 들어선 가수 김장훈이 올드 랭 사인 곡조에 애국가 가사를 붙인 속칭 '독립군 애국가'를 2012년 하계 올림픽 응원가로 리메이크하여 발표하였다.
개신교 측에서는 '천부여 의지 없어서'라는 찬송가로 쓰는 중이다.

## 가사
스코트어 섞인 영어 가사는 다음과 같다.
1절Should auld acquaintance be forgot,
and never brought to mind ?
Should auld acquaintance be forgot,
and auld lang syne?
(후렴)
For auld lang syne, my dear,
for auld lang syne,
we’ll take a cup o’ kindness yet,
for auld lang syne.
2절And surely ye’ll be your pint-stowp !
and surely I’ll be mine !
And we’ll tak a cup o’ kindness yet,
for auld lang syne.
3절We twa hae run about the braes,
and pu’d the gowans fine ;
But we’ve wander’d mony a weary fit,
sin auld lang syne.
4절We twa hae paidl’d i' the burn,
frae morning sun till dine ;
But seas between us braid hae roar’d
sin auld lang syne.
5절And there’s a hand, my trusty fiere !
and gie's a hand o’ thine !
And we’ll tak a right gude-willy waught,
for auld lang syne.
강소천이 역사한 한국어 가사는 다음과 같다.
1절오랫동안 사귀었던 정든 내 친구여
작별이란 웬 말인가 가야만 하는가
어디간들 잊으리오 두터운 우리정
다시 만날 그날 위해 노래를 부르네
2절잘가시오 잘있으오 축배를 든손에
석별의 정 잊지못해 눈물만 흘리네
이자리를 이마음을 길이 간직하고
다시 만날 그날 위해 노랠 부르자